# داني سعدية
داني سعدية (بالإسبانية: Dany Saadia)‏ هو كاتب سيناريو ورائد أعمال ومخرج مكسيكي، ولد في 19 سبتمبر 1959 في مدينة مكسيكو في المكسيك.

## وصلات خارجية
- داني سعدية على موقع IMDb (الإنجليزية)
- داني سعدية على موقع ألو سيني (الفرنسية)
- داني سعدية على موقع ميوزك برينز (الإنجليزية)
- داني سعدية على موقع أول موفي (الإنجليزية)
- داني سعدية على موقع قاعدة بيانات الفيلم (الإنجليزية)
- داني سعدية على موقع كينوبويسك (الروسية)